# اودری مارنی
اودری مارنِی (فرانسوی: Audrey Marnay‎؛ زادهٔ ۱۴ اکتبر ۱۹۸۰) هنرپیشه و مانکن اهل کشور فرانسه است. این هنرپیشه از سن پانزده سالگی مدل شد و عکس‌هایش بر روی جلد مجلاتی مثل ووگ و ال چاپ شدند. در تبلیغات شرکت‌هایی مثل ورساچه و کلوین کلاین نیز ظاهر شد. تاکنون عکاسان مشهوری مانند اروینگ پن از اودری عکس گرفته‌اند. از فیلم‌هایی که وی در آنها نقش داشته‌است می‌توان به پاریس و مردان آثار یادبود اشاره کرد.